# Alys Pearsall Smith
Alyssa Whitall "Alys" Pearsall Smith (21 de julio de 1867 - 22 de enero de 1951) fue una gestora de ayuda cuáquera a refugiados nacida en Estados Unidos y la primera esposa de Bertrand Russell. Presidió la sociedad que creó una innovadora escuela para madres en 1907. También se implicó a favor del sufragismo.

## Trayectoria

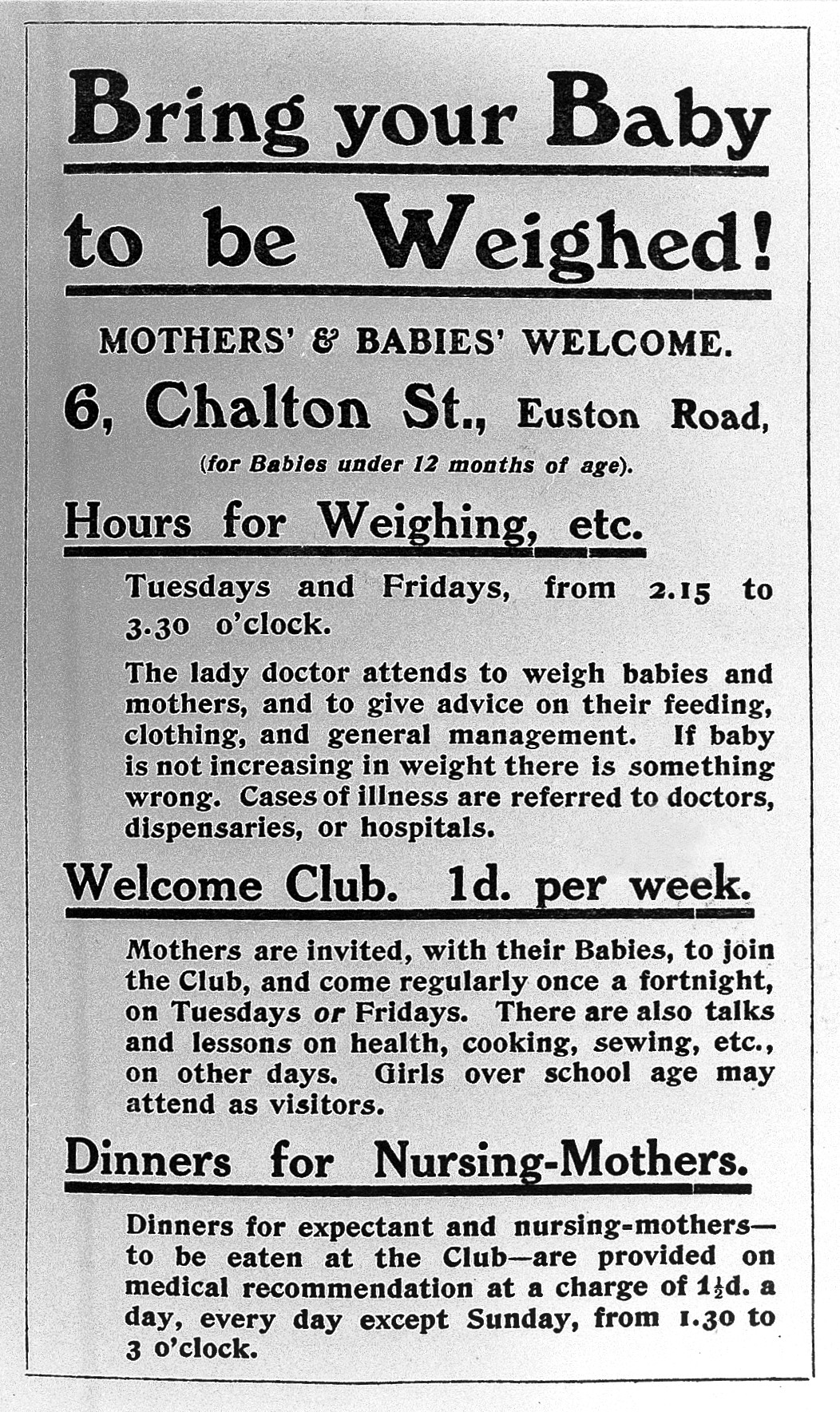
Un cartel para una Escuela de Madres

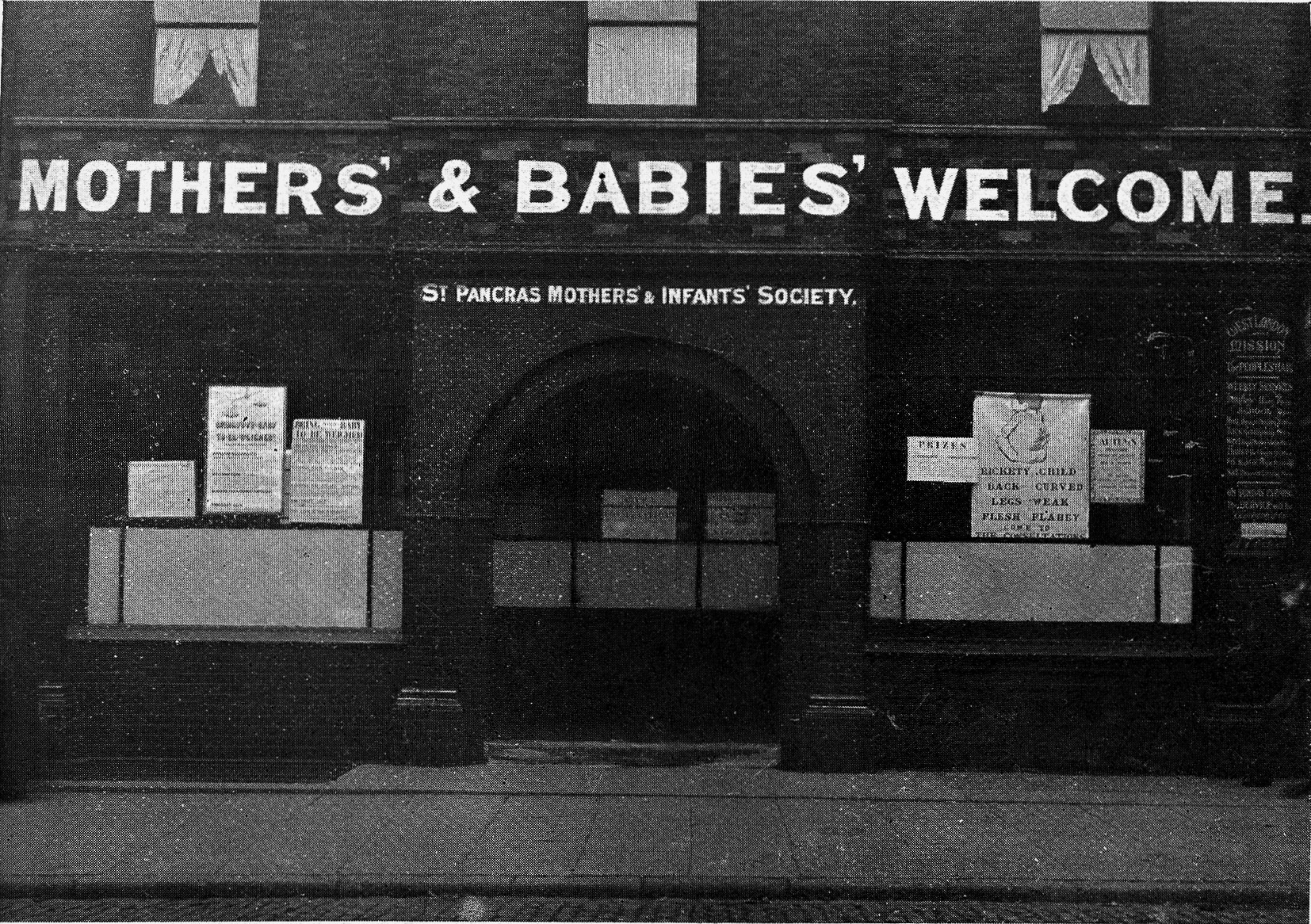
Exterior de Bienvenida para madres y bebés

Pearsall Smith nació en Filadelfia, Pensilvania. Era hija de Robert Pearsall Smith y Hannah Whitall Smith, figuras destacadas del movimiento de santidad en Estados Unidos y del movimiento Higher Life en Gran Bretaña. Era hermana del ensayista y crítico Logan Pearsall Smith y prima de Martha Carey Thomas. Pearsall Smith se graduó de Bryn Mawr College cerca de Filadelfia.
La familia de Pearsall Smith vivió en Inglaterra desde 1873 hasta 1875 y luego nuevamente a partir de 1888. En Inglaterra, la familia entró en contacto con George Bernard Shaw, Henry James y Bernard Berenson, quien se casó con su hermana, Mary.
El 13 de diciembre de 1894, Smith se casó con Bertrand Russell, hijo del vizconde y la vizcondesa de Amberley en Quaker Meeting House en St. Martin's Lane, Londres, Inglaterra. Se separaron en 1911 yfinalmente  se divorciaron en 1921
Pearsall Smith, que nunca se volvió a casar, murió en Londres el 22 de enero de 1951.
Pearsall Smith presidió el Comité de Ayuda a los Refugiados Italianos para ayudar a las personas que huían de la Italia de Benito Mussolini.
Pearsall Smith también presidió el comité general de la Sociedad de Madres e Infantes de St Pancras, que estableció una Escuela para Madres (también conocida como Bienvenida de Madres y Bebés) en Charlton Street, Londres, NW en 1907. Este centro brindaba varios servicios destinados a reducir la mortalidad infantil, como el pesaje de bebés, el suministro de alimentos a las madres embarazadas y lactantes y el asesoramiento médico y maternal. La vicepresidenta fue Adele Meyer, que en gran medida financiaba la empresa.
Parece también que Pearsall Smith se implicó a favor del activismo por el sufragio femenino durante 1908.